# Hoja, de Niggle
Hoja, de Niggle es un cuento corto escrito por J. R. R. Tolkien en 1939 en la pausa que siguió a la redacción de los primeros nueve capítulos de El Señor de los Anillos. El relato apareció por primera vez publicado en el periódico católico Dublin Review en 1945.
Cuenta la vida y la muerte de un artista y ejemplifica una de las ideas fundamentales de Tolkien: la obra de arte debe tener la consistencia interior de la realidad.
Hoja, de Niggle es parte de lo que Tolkien llama «el árbol de los relatos», de follaje innumerable, en el que cada hoja es todas las hojas.

Había una vez un pobre hombre llamado Niggle, que tenía que hacer un largo viaje. Él no quería; en realidad, todo aquel asunto le resultaba enojoso, pero no estaba en su mano evitarlo. Sabía que en cualquier momento tendría que ponerse en camino, y sin embargo no apresuraba los preparativos...

Se ha dicho que este cuento es una pretendida alegoría de la relación de Tolkien y su entorno (amigos, compañeros, editores...) con su obra, a pesar de que el autor no cesa en insistir en que siente aversión hacia la figura de la alegoría.

## Argumento
Niggle es un pintor que debe hacer un largo viaje muy a su pesar. Ha empezado a pintar lo que considera su obra maestra, un cuadro donde una hoja lleva a un árbol y éste a todo un paisaje. Parish, su vecino, lo interrumpe pidiéndole que vaya a llamar a un médico, pues su mujer está enferma, y a un albañil, pues el viento se ha llevado varias tejas y hay goteras en su casa. A causa de este viaje en bicicleta bajo la lluvia, Niggle cae enfermo. Una semana después vuelve a retomar su trabajo, pero un inspector lo interrumpe: el albañil no vino y él, Niggle, debió ayudar a su vecino a reparar las goteras utilizando el lienzo de su cuadro. Aparece un chófer que rápidamente lo lleva a la estación. Acaba finalmente en un hospital, donde debe realizar trabajos como cavar, de carpintería y pintar. Cuando lo abandona, se encuentra, junto a su vecino Parish, que también ha estado en el hospital, en el paisaje del cuadro que había estado pintando. Niggle marcha para ver qué hay detrás de las montañas del horizonte. Parish se queda esperando a su mujer. Mientras, en el pueblo, alguien encuentra un trozo del lienzo donde hay pintada una hoja del árbol, trozo que desaparecerá en el incendio del museo donde es expuesto, y con él el recuerdo de Niggle.

## Composición
J.R.R. Tolkien en una carta de 1945 a Stanley Unwin le escribió cómo fue la creación de este relato:

Esa historia fue lo único que hice en mi vida que no me costara en absoluto ningún esfuerzo. Habitualmente escribo con grandes dificultades e infinitas reescrituras. Desperté una mañana (hace más de 2 años) con esa extraña obra prácticamente acabada en la cabeza. Sólo me llevó algunas horas apuntarla y copiarla luego.